# AFOL
Un AFOL (pour Adult Fan Of Lego) est une personne adulte ayant la passion des briques Lego.

## Contexte
De nombreuses personnes ont joué avec des briques LEGO durant leur enfance. Une partie d’entre elles a décidé, par passion, par nostalgie ou parce qu’eux-mêmes sont devenus parents, de revenir à cette passion une fois atteint l’âge adulte. La période intermédiaire (sans LEGO) est appelée le « Dark Age » (« l’Âge sombre »).
La communauté est à l'heure actuelle estimée à quelque 500 membres actifs en France, essentiellement réunis via Internet, mais également lors de rencontres réelles appelées « CaféLego » ou « RestoLego ». Les AFOL sont également présents dans les salons de modélisme, comme à Argelès-sur-Mer ou Colmar. Le succès de ces expositions a tendance à croître d’année en année,. Ils se réunissent en associations, les LEGO Users Groups (LUG), reconnus par le groupe LEGO en tant qu’entités actives et qui permettent parfois de bénéficier de certains avantages. FreeLUG est l’association française la plus connue[réf. nécessaire].
Les AFOL fréquentent les magasins de jouets, les vide-greniers et les bourses aux jouets.
Sur internet, les AFOL utilisent :
principalement les réseaux sociaux, mais aussi
- des forums de discussion, tels Eurobricks[6], Brickpirate[7], Ch'ti Lug[8], Techlug[9], Crazy Mocs, Bionifigs[10] ;
- des sites d’informations du blog aux sites spécialisés comme l’agrégateur de flux Brickvortex[11], Brickset[12] ou FBTB[13] ;
- des bases de données comme Brickset, Peeron[14], Rebrick[15] ou Bricktools[16], qui permettent d’inventorier les collections de chacun, ainsi que de connaître les différentes boîtes (les sets) et leur contenu (briques de base ou électriques, notices, autocollants, fils et tissus, axes métalliques de roues, catalogues, etc.) ;
- des sites d’achat généraux (Amazon, eBay, Leboncoin) ou spécialisés tel le magasin officiel de la marque[17] (le Shop) ou Bricklink, mais aussi des comparateurs, notamment Brickset ou Pricevortex.

## Profils
Les AFOL sont des adultes : ils se distinguent des DFOL (Deafs Fans Of Lego : sourds fans de Lego), des KFOL (Kids Fans Of Lego : enfants fans de Lego) et des TFOL (Teenagers Fan Of Lego : adolescents fans de Lego) mais il n’existe pas de réelle barrière entre ces quatre groupes.
Certaines tendances se retrouvent parmi les AFOL, telles que les fans de l’univers Star Wars (dont Lego est franchisé par Disney), les fans de Lego Technic, les thèmes des années 1980, ainsi que les principaux mouvements propres à la marque que sont le Castle (Moyen-Âge), Classic Space, Pirates, et City (ère moderne). Au gré des licences dont le groupe Lego dispose, d’autres publics se sont reconnus dans les univers des super-héros (Marvel / DC Universe), du Seigneur des anneaux - Le Hobbit, du western Lone Ranger ou de Pirates des Caraïbes.
Chaque AFOL a ses préférences et n’emploie pas ses briques de la même manière. Si certains sont de simples collectionneurs de modèles, s’apparentant ainsi davantage à du modélisme, d’autres préfèrent créer (les MOCeurs, de MOC pour My Own Creation) tandis que d’autres privilégient l’aspect du jeu et de l’échange. Des collectionneurs s’orientent exclusivement vers la collection de minifigurines.

## Dans le monde
Il existe des communautés d’AFOL dans le monde entier qui échangent en permanence via Internet ou lors d’événements qui leur sont consacrés. Par ce biais, les AFOL surveillent de près tous les salons des industriels du jouet, où sont dévoilés par le groupe Lego les modèles à venir et autres informations importantes.
D’autres sources d’informations plus officieuses proviennent d’employés des usines Lego divulguant certaines informations, d’employés de magasins de jouets disposant de catalogues du fabricant, et parfois même de commerciaux du groupe ; les erreurs de communication inhérentes à la taille du groupe Lego sont aussi scrutées avec intérêt. De par le grand nombre de personnes intervenant à chaque étape avant la vente d’un modèle, il est difficile pour Lego de contenir toute information jusqu’à la dernière minute. Il est toutefois à noter que ces divulgations ne portent pas atteinte à sa stratégie commerciale.